# Charlotte Bohning
Charlotte Bohning (* 23. April 1975 in Duisburg, Nordrhein-Westfalen) ist eine deutsche Schauspielerin.

## Leben
Charlotte Bohning wuchs in Bonn auf und machte 1994 das Abitur am Carl-von-Ossietzky-Gymnasium. Von 1995 bis 1999 absolvierte sie eine klassische Schauspielausbildung an der  Schule des Theaters im Theater der Keller in Köln und spielte im Rahmen der Ausbildung das Abschlussstück Next! in der Regie von Meinhard Zanger an den Bühnen der Stadt Köln.
Seit 2018 ist Bohning als Patin in der „IVQS Stiftung – gegen Altersarmut bei Schauspielern“ aktiv.

## Fernsehfilme und Serien
Nach ihrem Abschluss spielte sie 1999 ihre erste Rolle als die Tochter Lisa in der Fernsehserie Lukas. Darauf folgten Rollen unter anderem in den Serien Großstadtrevier, SOKO Köln, Ein Fall für Zwei sowie SOKO Leipzig etc.
Von 2002 bis 2004 spielte sie in der Serie Unter Brüdern die Hauptrolle der Sophie und parallel bis 2005 in der Serie Nikola die Rolle der Krankenschwester Ela.
Von 2006 bis 2007 folgte die Rolle der Hannah in der Serie Angie. In den weiteren Jahren war sie vermehrt in Spielfilmen zu sehen, unter anderem in der ZDF-Reihe Der Kapitän: Packeis, im ARD-Film Mensch Mama!, dem Münster-Tatort, in der Komödie Holger sacht nix von Thomas Durchschlag, der Dokumentation An einem Tag in Duisburg, dem Tatort Stuttgart, in der Verfilmung des Taunuskrimis von Nele Neuhaus’ Tiefe Wunden  sowie im Thriller Lösegeld von Stephan Wagner, der 2013 für den Grimme-Preis nominiert wurde.
Parallel drehte sie u. a. für die Serien Der kleine Mann, Danni Lowinski, SOKO Wismar, Der letzte Bulle, Herzensbrecher und für die ARD-Serie Koslowski & Haferkamp.

## Kinofilme
In den 2000er Jahren wirkte Charlotte Bohning in dem Kinofilm Autopiloten und dem türkischen Kinofilm Der gelbe Satin mit.
Das Drama Die Ausbildung, in dem sie 2010 spielte, hatte auf der Berlinale 2011 in der Festivalsektion Perspektive Deutsches Kino Premiere.
2012 folgte die Ruhrpott-Komödie Abseitsfalle, die 2013 beim Kinofest Lünen mit dem Bernd-Media-Preis ausgezeichnet wurde.

## Kurz- und Independentfilme
Charlotte Bohning ist zudem in Kurz- und Independentfilmen zu sehen. 2003 spielte sie sowohl die Hauptrolle im Film Zwei von Thomas Durchschlag als auch in dessen 2004 gedrehten Diplomfilm Eine Sommergeschichte. Der 2009 produzierte Diplomfilm Vatermutterkind von Daniel K. Krause, in dem sie eine der Hauptrollen übernahm, wurde 2010 auf dem Internationalen Studentenfilmfestival Sehnsüchte mit dem Publikumspreis ausgezeichnet. Auf dem Landshuter Kurzfilmfestival 2011 erhielt der Film außerdem den Preis im Wettbewerb Bester Mittellanger Film.

## Filmografie (Auswahl)
- 1999–2001: Lukas (Fernsehserie, 25 Folgen)
- 2000: Die Wache (Fernsehserie, Folge Babystress)
- 2001: Großstadtrevier (Fernsehserie, Folge Die große Bugwelle)
- 2002: Edgar (Kurzfilm)
- 2002: Der kleine Mönch (Fernsehserie, 4 Folgen)
- 2002–2005: Nikola (Fernsehserie, 19 Folgen)
- 2003: Für immer für dich
- 2003: Crazy Race
- 2003: Mein Leben & Ich (Fernsehserie, Folge Alles wird anders – Teil 2)
- 2004: Unter Brüdern (Fernsehserie, 14 Folgen)
- 2004: Eine Sommergeschichte (Kurzfilm)
- 2005: Der Fahnder (Fernsehserie, Folge Flucht in den Tod)
- 2005: LiebesLeben (Fernsehserie, Folge Hilflose Helden)
- 2005, 2017, 2022: SOKO Leipzig (Fernsehserie, verschiedene Rollen, 3 Folgen)
- 2006: LadyLand (Fernsehserie, Folge Der Scharfschütze/Reine Kopfsache/Blöde Kuh!)
- 2006–2008: Angie (Fernsehserie, 18 Folgen)
- 2006–2022: SOKO Köln (Fernsehserie, verschiedene Rollen, 4 Folgen)
- 2007: Autopiloten (Kino)
- 2007: Ein Fall für zwei (Fernsehserie, Folge Schmutzige Hände)
- 2007: Die Anruferin (Kino)
- 2008: Alarm für Cobra 11 – Die Autobahnpolizei (Fernsehserie, Folge Rabenmutter)
- 2009: Der Kapitän (Fernsehserie, Folge Packeis)
- 2009: Der kleine Mann (Fernsehserie, Folge Gnu for Two)
- 2009: Der gelbe Satin (Kino)
- 2010: Countdown – Die Jagd beginnt (Fernsehserie, Folge Ein Todesfall)
- 2011: Die Ausbildung (Kino)
- 2011: Holger sacht nix
- 2011: Tatort: Zwischen den Ohren (Fernsehreihe)
- 2012: Der letzte Bulle (Fernsehserie, Folge Und raus bist du!)
- 2012: Lösegeld
- 2012: Mord mit Aussicht  (Fernsehserie, Folge Die Venus von Hengasch)
- 2012: Mensch Mama!
- 2012: Abseitsfalle
- 2012: Online – Meine Tochter in Gefahr
- 2013: Danni Lowinski (Fernsehserie, Folge Der letzte Tanz)
- 2013: Heiter bis tödlich: Zwischen den Zeilen (Fernsehserie, Folge Homeshopping brutal)
- 2013: SOKO Wismar (Fernsehserie, Folge Die Moorleiche)
- 2013: Herzensbrecher – Vater von vier Söhnen (Fernsehserie, Folge Love-Storys)
- 2013: Tatort: Happy Birthday, Sarah
- 2013: Totenengel – Van Leeuwens zweiter Fall (Fernsehreihe)
- 2014: Heiter bis tödlich: Koslowski & Haferkamp (Fernsehserie, Folge Kingpin)
- 2014: Notruf Hafenkante (Fernsehserie, Folge Vater unter Verdacht)
- 2014: Die kalte Wahrheit
- 2014: Die Einsamkeit des Killers vor dem Schuss (Kino)
- 2015: Tiefe Wunden – Ein Taunuskrimi (Fernsehreihe)
- 2015: Der Staatsanwalt (Fernsehserie, Folge Sport ist Mord)
- 2015: Heldt (Fernsehserie, Folge Junkie)
- 2015: Tatort: Hinter dem Spiegel
- 2015–2016: Rote Rosen (Fernsehserie, 50 Folgen)
- 2016: SOKO Stuttgart (Fernsehserie, Folge Shopping-Queen)
- 2016: Wer aufgibt ist tot
- 2017, 2024: Bettys Diagnose (Fernsehserie, verschiedene Rollen, 2 Folgen)
- 2017: Das Leben danach
- 2017: Wilsberg – Alle Jahre wieder
- 2018: In aller Freundschaft – Die jungen Ärzte (Fernsehserie, Folge Unentbehrlich)
- 2018: Tatort: Schlangengrube
- 2018: Rentnercops (Fernsehserie, Folge Alles wird gut)
- 2019–2021: Merz gegen Merz (Fernsehserie)
- 2019: Notruf Hafenkante (Fernsehserie, Folge Dunkle Welten)
- 2019: Totgeschwiegen
- 2020: WaPo Berlin (Fernsehserie, Folge Verraten und verkauft)
- 2020: Kein einfacher Mord
- seit 2022: Ich dich auch! (Fernsehserie, 6 Folgen)